# Parque Nacional Zaamin
O Parque Nacional Zaamin (província de Jizzakh) é a reserva natural mais antiga do Uzbequistão, criada em 1926 como Reserva Natural Guralash nas encostas norte da parte oeste da cordilheira do Turquestão, nos vales dos rios Kulsoy, Guralash, Baikungur e Aldashmansoy. A área total do parque é de 156 km2 (60 sq mi), e encontra-se em elevações que vão entre1,700 m (5,600 ft) (no vale Guralash) até 3,571 m (11,716 ft) (pico Guralash).